# Petrovce (Prešov)
Petrovce é um município da Eslováquia, situado no distrito de Vranov nad Topľou, na região de Prešov. Tem 13,71 km² de área e sua população em 2018 foi estimada em 440 habitantes.

## Demografia
| Ano:        | 1994 | 2004   | 2014   | 2024   |
| ----------- | ---- | ------ | ------ | ------ |
| Broj ljudi: | 446  | 440    | 453    | 441    |
| Razlika:    |      | -1,34% | +2,95% | -2,64% |

| Ano:               | 2023 | 2024 |
| ------------------ | ---- | ---- |
| Número de pessoas: | 450  | 441  |
| Diferença:         |      | -2%  |